# Ángel García Cabezali
Ángel García Cabezali (Madrid, 3 de febrer de 1993), conegut simplement com a Ángel, és un futbolista professional madrileny que juga com a lateral esquerre a la Cultural Leonesa.

## Carrera de club
Ángel va entrar al planter del Reial Madrid CF el 2003, després de curtes estades al Club Bonanza i al Rozal Madrid CF. Va debutar com a sènior al Reial Madrid C el 2012, a Segona Divisió B.
El 7 d'agost de 2014 Ángel va marxar al Reial Valladolid, per jugar amb el filial també a la tercera divisió. El 9 de setembre de l'any següent va debutar amb el primer equip, jugant com a titular en una derrota per 1–2 fora de casa contra el Reial Oviedo, a la Copa del Rei.
Ángel va debutar a Segona Divisió l'11 d'octubre de 2015, jugant com a titular i marcant un gol pel seu equip en una derrota a casa per 2–3 contra el mateix rival. El 8 de juny de 2016 fou definitivament promocionat al primer equip, i va renovar el seu contracte fins al 2018.
El 4 de gener de 2018, Ángel va marxar a la Cultural y Deportiva Leonesa també de la segona divisió.